# دونگی لیپوواتس (صربستان)
دونگی لیپوواتس (به صربی: Donji Lipovac) یک منطقهٔ مسکونی در صربستان است که در بروس واقع شده‌است. دونگی لیپوواتس ۲۰۹ نفر جمعیت دارد.